# برايان دتون
برايان دتون (بالإنجليزية: Brian Dutton)‏ هو لاعب كرة قدم بريطاني، ولد في 12 أبريل 1985 في Malton, North Yorkshire ‏ في المملكة المتحدة. لعب مع كامبريدج يونايتد ونادي هاروجيت تاون ونادي ويموث.

## وصلات خارجية
- برايان دتون على موقع قاعدة بيانات كرة القدم.إي يو (الإنجليزية)
- برايان دتون على موقع Soccerbase.com (لاعب) (الإنجليزية)